# Bubalornis niger
Bubalornis niger là một loài chim trong họ Ploceidae.

## Hình ảnh

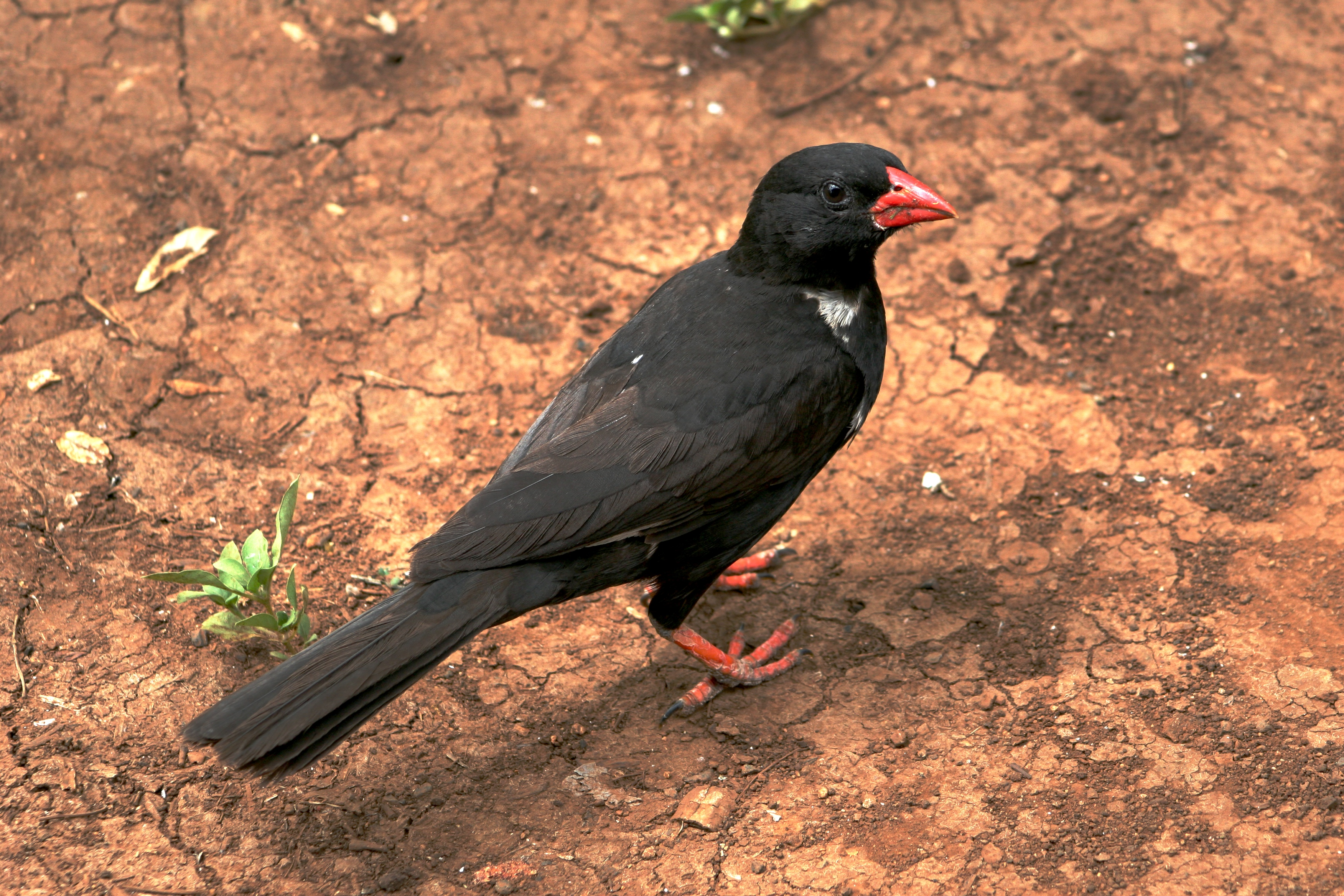
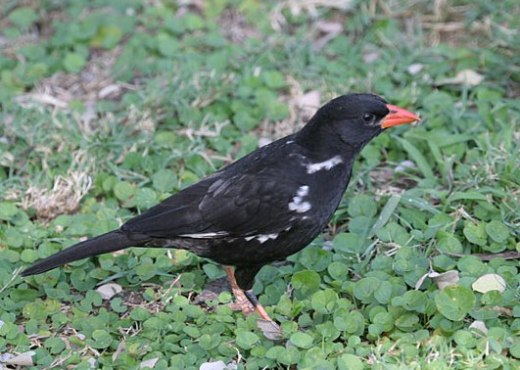